# Велна (Куявсько-Поморське воєводство)
Велна (пол. Wełna, нім. Welna) — село в Польщі, у гміні Яновець-Велькопольський Жнінського повіту Куявсько-Поморського воєводства.
Населення — 81 особа (2011).
У 1975-1998 роках село належало до Бидгощського воєводства.

## Демографія
Демографічна структура станом на 31 березня 2011 року:
|          | Загалом | Допрацездатний вік | Працездатний вік | Постпрацездатний вік |
| -------- | ------- | ------------------ | ---------------- | -------------------- |
| Чоловіки | 46      | 10                 | 33               | 3                    |
| Жінки    | 35      | 7                  | 21               | 7                    |
| Разом    | 81      | 17                 | 54               | 10                   |